# Маркомани

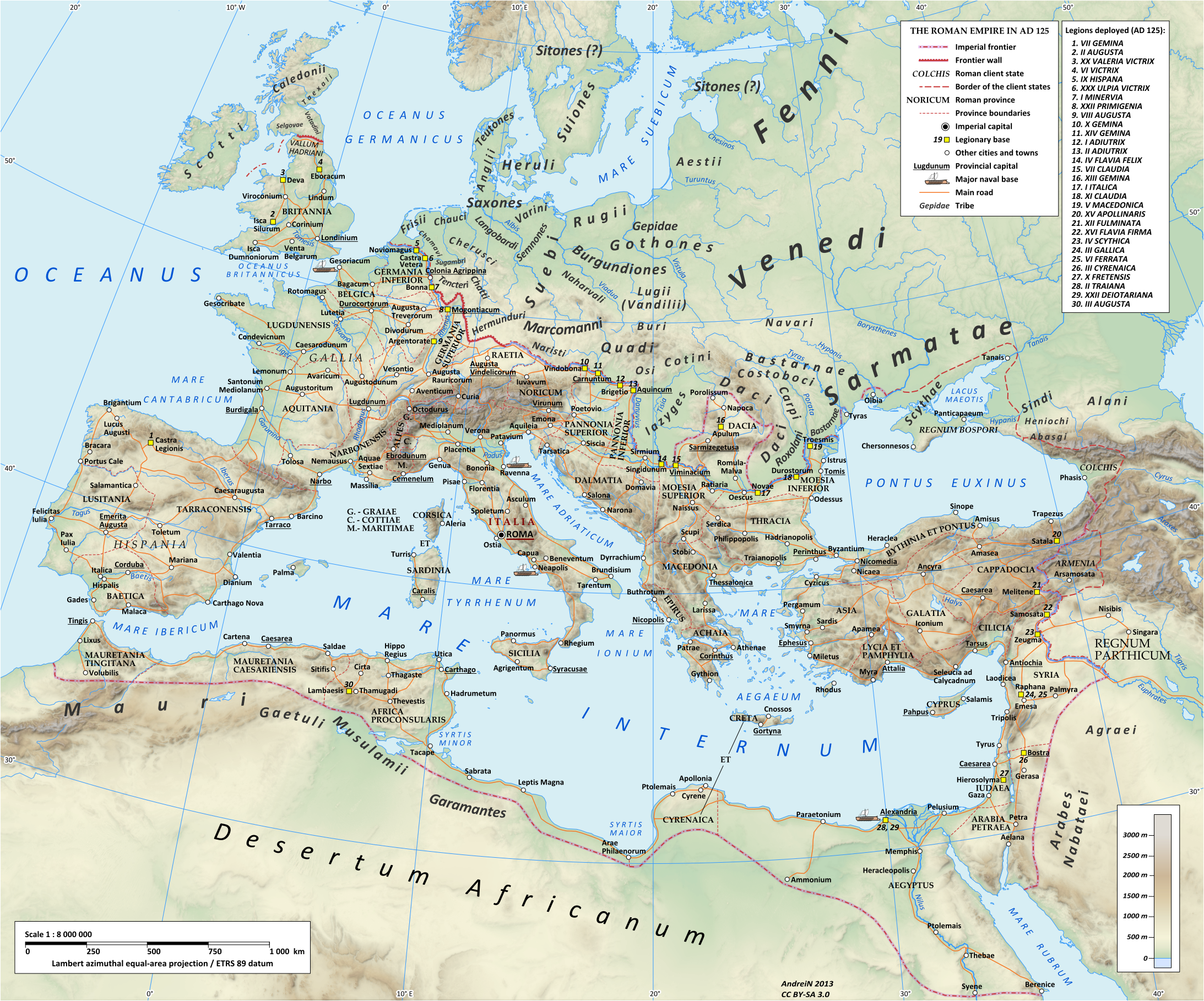
Мапа Європи 125 року, територія маркоманів знаходиться північніше верхньої течії Дунаю

Маркомани (лат. Marcoman(n)i, герм. «прикордонні мешканці») — західногерманське плем'я, споріднене зі свевами та бурами.

## I тисячоліття до н.е.— початок II століття н.е.
Упродовж 2-ї половини I тисячоліття до н. е. проживали на території сучасних Саксонії та Тюрингії. В історичних хроніках вперше з'явилися у Юлія Цезаря, котрий описуючи свою битву з германцями 58 до н. е., вказує маркоманів серед племен, що перейшли Рейн у складі війська Аріовіста.
На початку I століття н. е. плем'я переселилося вгору по течії Майну. На рубежі нашої ери, внаслідок військової кампанії 9—7 рр. до н. е., очолюваної воєначальниками Децимом Клавдієм Друзом та його братом Тиберієм Клавдієм Нероном, маркомани переселилися на територію Богемії, витіснивши місцеве кельтське плем'я бойїв (які й дали назву цій землі). За одною з версій вважається, що Бавари (імовірні нащадки маркоманів) своєю назвою завдячують цьому завоюванню.
На нових землях маркомани організували потужний племінний союз разом із квадами, лангобардами, семнонами та гермундурами, на чолі котрого став Маробод. У 6 р. н. е. Тиберій разом із легатом Гаєм Сентієм Сатурніном почав новий наступ на маркоманів із наміром повністю підкорити плем'я, однак повстання племен Паннонії й Далмації зупинило цю кампанію. Кількома роками пізніше, у 17 р. н. е., вождь херусків Арміній провів свою воєнну кампанію проти племінного союзу маркоманів, що змусило їх відступити до берегів Дунаю, однак вони продовжили залишатись сильною загрозою для римських кордонів упродовж всього I та II ст. н. е., хоч як й інші варварські народи, часто служили в римських військах найманцями.
Тацит у своїй праці «Германія» називав маркоманів «передовою заставою Германії», оскільки вони жили на самому кордоні Германії — біля Дунаю. Також він згадував про те, що маркоманські вожді цього часу (кінець I ст. н. е.) користувалися підтримкою Риму, який надавав їм гроші, а іноді й зброю.

## Маркоманські війни (166—180)
Території середнього та нижнього Дунаю на початку I тисячоліття н. е. становили постійну загрозу для Римської імперії. На римські кордони з лівого берега тут наступали маркомани, квади, гермундури, даки, язиги, та костобоки. У 166 році, ці та інші племена, скориставшись з тяжкої ситуації всередині римської держави (сильна посуха, виснажлива для імперії парфянська війна 161—166 років, а також можлива епідемія натуральної віспи, завезеної солдатами, що поверталися з Парфії) перейшли кордони Римської імперії і, спустошуючи імперські провінції, просунулись до меж Італії та середньої Греції. 169 року армія маркоманів під проводом Балломара, разом із союзними їм племенами розгромили двадцятитисячну римську армію біля Карнунта, спалили Опітергій (сучасне Одерцо) і взяли в облогу Аквілею. Марк Аврелій, тогочасний імператор, зумів зупинити варварський союз від подальшого просування вглиб римських територій лише під кінець цього року, після чого впродовж кількох років Рим намагався розбити, виснажити, нацькувати одне на одного і схилити до мирних угод племена варварів одне за одним, ослаблюючи їх спільну міць. Маркомани скорилися восени 173-го, умовами римлян для миру було щорічне надання варварськими племенами військ, заборона селитись ближче 38 стадіїв (7,5 км) від Дунаю, присутність постійного військового контингенту чисельністю 20 000 легіонерів на територіях квадів і маркоманів та інші повинності. Повного миру на середньому Дунаї було досягнуто лише 175 року, після укладення домовленості з язигами, однак умови миру для затиснутих сусідніми племенами германців були надто нестерпними, через що в 177 році конфлікт розгорівся знову. У ході цієї війни Марк Аврелій планував створення окремої провінції «Маркоманії», на території сучасних Моравії та Словаччини, проте його смерть 180 року не дала можливості цим планам здійснитися. Наступник імператора, Коммод, припинив війну і відновив кордон по Дунаю.

## Пізня античність та раннє середньовіччя
Під час активного наступу германських племен на римські кордони в другій половині III століття н. е, за повідомленням Аврелія Віктора, імператор Галлієн укладає угоду з царем маркоманів Атталом, за якою частина Верхньої Паннонії передається маркоманам. За умовами цієї угоди Галлієн також прийняв напівофіційний шлюб із дочкою Аттала Піпою.
Історія Августів згадує маркоманів, як германців, котрі рушили в похід проти Римської імперії 270—271-го, розбили римлян під Плацентією, сплюндрували околиці Медіолану, та зрештою були переможені Авреліаном. Однак більшість дослідників схильні вважати дану згадку однією з численних помилок даної праці, та сходяться в тому, що це були інші германці — ютунги, можливо разом з алеманами.
Наприкінці IV століття королева маркоманів Фрітігільда, перебуваючи під впливом Амвросія Медіоланського, вмовила свого чоловіка прийняти християнство і охрестити свій народ. На початку VI століття маркомани переселилися в Баварію і розселилися у верхів'ях Ельби, де імовірно, стали одними з предків етносу баварів.

## Царі Маркоманів
- Маробод, 9 до н. е. — 18 н. е.
- Катуальда, 18/19 н. е.
- Балломар, 160—170 рр. н. е.
- Аттал, 250 р. н. е.
- Фредегільд, 350—378 рр.
- Фрітігільда, 395 р. н. е.